# Egil Østenstad
Egil Johan Østenstad  (Haugesund, 1972. január 2. –) norvég válogatott labdarúgó.